# Siim Liivik
Siim Liivik, född 14 februari 1988, är en estnisk professionell ishockeyspelare som tidigare har spelat för bland annat Esbo Blues och Helsingfors IFK. Från säsongen 2016/2017 spelar Liivik för Örebro HK.

## Klubbar
- Helsingfors IFK (2008/2009–2012/2013)
- Kiekko-Vantaa (2016/2017) Utlånad från Helsingfors.
- KooKoo (2011/2012) Utlånad från Helsingfors.
- Esbo Blues (2013/2014–2014/2015)
- Helsingfors IFK (2015/2016)
- Örebro HK (2016/2017)